# Kanton Charente-Bonnieure
Der Kanton Charente-Bonnieure ist ein französischer Wahlkreis im Département Charente und in der Region Nouvelle-Aquitaine. Er umfasst 32 Gemeinden im Arrondissement Confolens. Bei der landesweiten Neuordnung der französischen Kantone wurde er 2015 neu geschaffen.

## Gemeinden
Der Kanton besteht aus 32 Gemeinden und Gemeindeteilen mit insgesamt 16.736 Einwohnern (Stand: 1. Januar 2022) auf einer Gesamtfläche von 635,60 km²:
| Gemeinde                  | Einwohner 1. Januar 2022 | Fläche km² | Dichte Einw./km² | Code INSEE | Postleitzahl |
| ------------------------- | ------------------------ | ---------- | ---------------- | ---------- | ------------ |
| Alloue                    | 481                      | 46,54      | 10               | 16007      | 16490        |
| Beaulieu-sur-Sonnette     | 222                      | 10,29      | 22               | 16035      | 16450        |
| Benest                    | 307                      | 21,10      | 15               | 16038      | 16350        |
| Champagne-Mouton          | 877                      | 22,59      | 39               | 16076      | 16350        |
| Chasseneuil-sur-Bonnieure | 3.103                    | 33,34      | 93               | 16085      | 16260        |
| Chassiecq                 | 148                      | 13,06      | 11               | 16087      | 16350        |
| Cherves-Châtelars         | 416                      | 30,68      | 14               | 16096      | 16310        |
| Le Bouchage               | 177                      | 16,43      | 11               | 16054      | 16350        |
| Le Grand-Madieu           | 154                      | 8,40       | 18               | 16157      | 16450        |
| Le Lindois                | 339                      | 17,95      | 19               | 16188      | 16310        |
| Le Vieux-Cérier           | 131                      | 9,65       | 14               | 16403      | 16350        |
| Les Pins                  | 501                      | 21,06      | 24               | 16261      | 16260        |
| Lésignac-Durand           | 169                      | 19,74      | 9                | 16183      | 16310        |
| Lussac                    | 293                      | 11,70      | 25               | 16195      | 16450        |
| Massignac                 | 368                      | 23,93      | 15               | 16212      | 16310        |
| Mazerolles                | 305                      | 17,45      | 17               | 16213      | 16310        |
| Montembœuf                | 659                      | 16,05      | 41               | 16225      | 16310        |
| Mouzon                    | 140                      | 10,62      | 13               | 16239      | 16310        |
| Nieuil                    | 889                      | 23,90      | 37               | 16245      | 16270        |
| Parzac                    | 141                      | 11,38      | 12               | 16255      | 16450        |
| Roussines                 | 298                      | 16,08      | 19               | 16289      | 16310        |
| Saint-Claud               | 1.033                    | 26,75      | 39               | 16308      | 16450        |
| Saint-Coutant             | 212                      | 19,40      | 11               | 16310      | 16350        |
| Saint-Laurent-de-Céris    | 726                      | 29,89      | 24               | 16329      | 16450        |
| Saint-Mary                | 350                      | 21,86      | 16               | 16336      | 16260        |
| Sauvagnac                 | 68                       | 7,24       | 9                | 16364      | 16310        |
| Suaux                     | 380                      | 11,93      | 32               | 16375      | 16260        |
| Terres-de-Haute-Charente  | 3.072                    | 66,81      | 46               | 16192      | 16270        |
| Turgon                    | 81                       | 7,26       | 11               | 16389      | 16350        |
| Verneuil                  | 94                       | 7,70       | 12               | 16398      | 16310        |
| Vieux-Ruffec              | 108                      | 12,75      | 8                | 16404      | 16350        |
| Vitrac-Saint-Vincent      | 494                      | 22,07      | 22               | 16416      | 16310        |
| Kanton Charente-Bonnieure | 16.736                   | 635,60     | 26               | 1606       | –            |

1. ↑   Nur die Fläche der ehemaligen Gemeinden Genouillac, Mazières und Roumazières-Loubert, der Rest gehört zum Kanton Charente-Vienne.

## Veränderungen im Gemeindebestand seit der landesweiten Neuordnung der Kantone
2019: Fusion Genouillac, La Péruse (Kanton Charente-Vienne), Mazières, Roumazières-Loubert und Suris (Kanton Charente-Vienne)  → Terres-de-Haute-Charente

## Politik
| Vertreter im Departementrat | Vertreter im Departementrat      | Vertreter im Departementrat |
| Amtszeit                    | Namen                            | Partei                      |
| --------------------------- | -------------------------------- | --------------------------- |
| 2015–2021                   | Fabrice Point Sandrine Précigout | PS                          |
| 2021–                       | Fabrice Point Sandrine Précigout | PS                          |